# Cholera (ciasto)
Cholera – charakterystyczne dla kuchni szwajcarskiej z kantonu Wallis kruche ciasto wytrawne.

## Charakterystyka
Ciasto stanowiło sposób na zagospodarowanie resztek pozostałych w domowym gospodarstwie, a zatem nie miało ściśle ustalonego składu dodatków. Ma okrągłą formę, a na jego wierzchu umieszcza się np. jabłka, ser, ziemniaki, cebulę, pory, bekon, czy gruszki. Zamiast ciasta kruchego możliwe jest użycie ciasta francuskiego. 
Obecnie szwajcarskie piekarnie sprzedają cholerę na zimno w kawałkach, a restauracje zazwyczaj serwują ją na ciepło jako przystawkę. Podaje się ją z zieloną sałatą oraz winami pinot noir lub Walliser Heida.

## Nazwa
Istnieje legenda, że nazwę ciastu nadano na cześć choroby cholera, po szczególnie poważnej epidemii, która miała miejsce w 1836. Mieszkańcy kantonu Wallis pozostawali wówczas w domach, aby uniknąć zakażenia i zmuszeni byli spożywać produkty, które mieli w spiżarniach i ogrodach. Bardziej prawdopodobne jest jednak, że nazwa pochodzi od żarzącego się węgla w kominku, na którym wypiekano ciasto. Słowo węgiel w języku wysokoniemieckim to Kohle, ale w dialekcie z Wallis to Chola lub Cholu. Inną możliwością było powzięcie nazwy od Backhausu (tylnej części gospodarstwa, magazynu, w którym przechowywano opał), znane jako Cholära - prawdopodobnie tam ciasto odpoczywało przed pieczeniem.